# Robin Hood – äventyrens man
Robin Hood – äventyrens man (engelska: Robin and Marian) är en brittisk-amerikansk äventyrsfilm från 1976 i regi av Richard Lester. Huvudrollerna som Robin Hood och Lady Marion spelas av Sean Connery och Audrey Hepburn. Som Lille John ses Nicol Williamson, sheriffen av Nottingham Robert Shaw, Rikard Lejonhjärta Richard Harris och som broder Tuck Ronnie Barker. 

## Rollista i urval
- Sean Connery – Robin Hood
- Audrey Hepburn – Lady Marion
- Robert Shaw – sheriffen av Nottingham
- Nicol Williamson – Lille John
- Richard Harris – Rikard Lejonhjärta
- Denholm Elliott – Will Scarlet
- Ronnie Barker – broder Tuck
- Kenneth Haigh – Sir Ranulf de Pudsey
- Ian Holm – kung John
- Bill Maynard – Mercadier
- John Barrett – Jack
- Victoria Abril – drottning Isabella